# Dizionario delle cose perdute
Dizionario delle cose perdute è un romanzo di Francesco Guccini, pubblicato da Mondadori nel 2012.

## Trama
Il libro è diviso in capitoli che affrontano ognuno diversi temi: oggetti d'uso quotidiano ormai scomparsi, come i giochi, professioni cancellate dal progresso oppure situazioni completamente modificate dal corso degli anni.
I temi principali sono:
- La banana
- Il chewing-gum
- La siringa di vetro
- Il cantastorie
- Il Flit
- La maglia di lana
- Le targhe
- Il carbone
- Il lattaio
- La carta moschicida
- I taxi
- Il postino
- Il bigliettaio
- Il dentifricio
- I balli
- I liquori
- I treni a vapore
- Le braghe corte
- La naia
- La ghiacciaia
- Il telefono
- I pennini
- La Topolino
- Il caffè d'orzo
- Il prete
- Le sigarette
- Il cinema
- 6 milioni di ebrei europei

## Storia editoriale
La copertina ripropone il disegno presente sui pacchetti di sigarette Nazionali Esportazioni senza filtro.

## Seguito
Nel 2014 esce Nuovo dizionario delle cose perdute, un seguito del romanzo di Francesco Guccini, pubblicato da Mondadori. Il libro ripercorre il nostro passato tramite altri oggetti di uso quotidiano o situazioni scomparse non incluse nel primo libro.
 Francesco Guccini, Nuovo dizionario delle cose perdute, Mondadori, 2014, ISBN 978-88-04-63440-9.

## Edizioni
- Francesco Guccini, Dizionario delle cose perdute, Mondadori, 2012, ISBN 978-88-04-61285-8.

Incluso nel Dizionario completo delle cose perdute che raggruppa in un unico libriccino portatile entrambi i romanzi.
- Francesco Guccini, Dizionario completo delle cose perdute, Mondadori, 2014, ISBN 978-88-04-6432-10.